# Dyskobolia Grodzisk Wielkopolski
Dyskobolia Grodzisk Wielkopolski (polsk: Klub Sportowy Dyskobolia Grodzisk Wielkopolski) er en polsk fodboldklub hjemmehørende i Grodzisk Wielkopolski.

## Titler
- Polsk Pokalturnering (2): 2004/05 og 2006/07

## Kendte spillere
- Grzegorz Więzik